# Oussama Tannane
Oussama Tannane (en arabe : أسامة طنان), né le 23 mars 1994 à Tétouan au Maroc, est un footballeur international marocain. Il évolue actuellement au poste d'ailier au Umm-Salal SC. Il est également de nationalité néerlandaise.

## Biographie

### Naissance (1994-1995)
Oussama Tannane naît à Tétouan, une ville située au nord du Maroc. Alors qu'il est encore bébé, âgé d'un an, il émigre avec sa famille aux Pays-Bas et s'installe à Amsterdam, dans la capitale hollandaise. C'est là-bas qu'Oussama Tannane grandit, est naturalisé et commence sa carrière en tant que footballeur néerlandais.

### Carrière en club

#### Formation et débuts aux Pays-Bas (1995-2016)
Oussama Tannane commence tôt sa carrière dans l'académie de l'AVV Zeeburgia et fut vite transféré le 1er février 2012 vers le SC Heerenveen en passant par l'Ajax Amsterdam, le FC Utrecht et le PSV Eindhoven. C'est six mois après, le 2 août 2012 qu'Oussama Tannane commence sa carrière professionnelle avec les Superfriezen. Son premier match se solde sur un score de 4-0 en faveur de son équipe face au Rapid Bucarest en Ligue Europa. Il évoluera la saison 2012-13 aux côtés de son coéquipier en sélection Hakim Ziyech. En 2013, Oussama Tannane a alors 19 ans et signe un contrat de 4 ans au Heracles Almelo. Après plusieurs incidents, le club vire Oussama Tannane. À son retour, Tannane marque un quadruplé en une mi-temps face au SC Cambuur (1-6).
En décembre 2015, Oussama Tannane refuse de signer au Galatasaray SK et préférera continuer sa carrière en Europe de l'Ouest.

#### Numéro 10 à l'AS Saint-Étienne (2016-2020)
Le 12 janvier 2016, Oussama Tannane quitte le club néerlandais de Heracles Almelo et débarque dans le championnat français en signant à l'AS Saint-Étienne jusqu'en juin 2020, contre un montant de 1,5 million d'euros,. Il portera le numéro 4. Il évolue sous le maillot stéphanois pour la première fois le 31 janvier, lors de la réception du Paris Saint-Germain, en entrant en jeu à la 73e minute (défaite, 0-2). Lors de son deuxième match, le 7 février, en tant que titulaire cette fois, il marque son premier but avec Les Verts à la 7e minute face aux Girondins de Bordeaux, et est également passeur décisif sur ce même match (victoire, 1-4), Pour sa deuxième titularisation sous ses nouvelles couleurs, il inscrit un nouveau but et participe à la qualification de l'ASSE à Troyes en Coupe de France (1-2 a.p).
Après avoir joué treize matchs toutes compétitions confondues, durant lesquels il marque trois buts et donne deux passes décisives, il se blesse à la cheville le 24 avril 2016 à la 85e minute d'un match face au Football Club Lorient, ce qui met un terme à sa saison 2015-2016.
La saison 2016-2017 s'arrête prématurément pour le joueur en début d'année 2017, Oussama Tannane étant atteint d'une pubalgie qui va le tenir éloigné des terrains pendant plusieurs mois. Il finira par retrouver le terrain le 16 avril 2017 face à l'Olympique de Marseille (défaite, 4-0). Lors d'un entraînement en fin de saison 2016-2017, le joueur blesse son coéquipier Ronaël Pierre-Gabriel. Le joueur est sanctionné jusqu'à la fin de saison par les dirigeants du club.

#### Prêts au Las Palmas et au FC Utrecht (2017-2019)
Le 1er septembre 2017, Oussama Tannane quitte l'AS Saint-Étienne pour Las Palmas en Espagne en prêt avec option d'achat. Il commence son premier match face au Malaga à l'extérieur. Il joue jusqu'à la 81e minute et cède sa place à Momo (victoire, 1-3). Au mois d'octobre, le joueur déclare à un journal sportif qu'il est en dépression et qu'il a du mal à s'imposer dans son club espagnol. C'est seulement un jour après, le 23 octobre 2017, à l'occasion du match de Liga face au Villareal, le joueur se blesse à la 4e minute. Deux jours après, le 25 octobre, plusieurs sources révèlent qu'il souffrait d'une déchirure aux adducteurs qu'il le privera de terrain pour une durée d'un mois et demi.
Le 10 août 2018, après avoir manqué la Coupe du monde en équipe nationale à cause d'une saison 2017-18 ratée, il est prêté pour la durée d'une saison dans le club du FC Utrecht afin de se relancer. Après quatre mois sans entrer sur le terrain, il fait son grand retour le 1er septembre 2018 en entrant en jeu avec le FC Utrecht face au Fortuna Sittard, remplaçant Gyrano Kerk à la 63e minute (match nul, 1-1).
Lors d'une interview avec NOS, Oussama Tannane révélera qu'il se sentait très seul dans l'Île de Las Palmas. Il cite : « Autour de moi il y avait que de l'eau et si je voulais partir de cette Île, j'étais obligé de prendre l'avion. Je me devais de rester fort mentalement et footballistiquement. J'essayais de passer un maximum mon temps à contacter ma famille et mes amis, afin de faire passer le temps plus rapidement. Je passais la majorité de mon temps à regarder la télévision, afin que la soirée passe vite ». Le joueur jouera une saison en Liga Santander avant de faire son retour aux Pays-Bas au FC Utrecht, toujours en forme de prêt.
Le 1er février 2019, il est mis de côté par le FC Utrecht pour son mauvais comportement sur le terrain. Le 29 janvier 2019, il blesse son coéquipier Sean Klaiber lors d'un entraînement avec son club. Les dirigeants du club déclareront que ce n'était pas la première fois que Oussama Tannane blessait un coéquipier depuis ses débuts dans le club. Jeroen Kapteijns déclarera : « On a mis Tannane dans un statut non-actif après ses comportements agressifs lors des entraînements cette semaine. L'incident de jeudi (31 janvier 2019) lors de l'entraînement du FC Utrecht était tellement grave que les dirigeants ont décidé de prendre des précautions ».

#### Vitesse Arnhem (2019-2022)
Le 12 juillet 2019, il est prêté au Vitesse Arnhem, club évoluant en Eredivisie. Il dispute son premier match d'Eredivisie sous le maillot Arnhemois le 3 août 2019 face à l'Ajax Amsterdam (match nul, 2-2). Il dispute une saison, marquant cinq buts et délivrant quatre passes décisives en dix-sept rencontres en championnat néerlandais, avant l'arrêt total du championnat à cause de la pandémie de Covid-19. Lors du mercato estival, il révèle une deuxième saison en prêt au Vitesse Arnhem, avec comme objectif de finir dans le top 5 néerlandais.
Le 3 mars 2021, Oussama Tannane inscrit un but de classe mondiale en Coupe des Pays-Bas contre le VVV Venlo. Grâce à son but, il qualifie son équipe en finale de la Coupe des Pays-Bas les opposant à l'Ajax Amsterdam.
Le 3 avril 2021, Oussama Tannane inscrit un doublé en championnat néerlandais lors d'un match face au FC Twente. Il assure ainsi les trois points de son équipe après un score final de 1-2 en faveur des Arnhemois. En fin de semaine, il est élu meilleur joueur de la semaine en Eredivisie.
Le 18 avril 2021, il est titularisé en Coupe des Pays-Bas à l'occasion de la finale contre l'Ajax Amsterdam. Il termine le match sur une défaite de 2 à 1 au Stade Feijenoord.
Le 13 mai 2021, il délivre deux passes décisives en championnat contre le Fortuna Sittard (match nul, 3-3). Après le match, le joueur déclare disputer le dimanche 16 mai 2021 son tout dernier match sous le maillot du VItesse Arnhem contre l'Ajax Amsterdam. Le 16 mai, il est finalement mis sur le banc pendant 90 minutes par son entraîneur Thomas Letsch. Oussama Tannane termine sa saison avec 34 matchs joués dont 29 en championnat et cinq en Coupe des Pays-Bas. Le Vitesse Arnhem est classé à la quatrième place du classement de l'Eredivisie derrière l'Ajax Amsterdam, le PSV Eindhoven et l'AZ Alkmaar.
Le 19 août 2021, il marque son premier but de la saison 2021-22 à l'occasion d'un match de Ligue Europa Conférence contre le RSC Anderlecht (match nul, 3-3). Entré en conflit avec son entraîneur et la direction du club en mi-saison à la suite d'une mauvaise hygiène de vie, il est poussé vers la porte de sortie en janvier.

#### Göztepe Izmir (2022)
Le 8 janvier 2022, il s'engage librement à Göztepe SK jusqu'en fin de saison.
Le 14 février 2022, il dispute son premier match en championnat contre Hatayspor en entrant en jeu à la place d'Aytac Kara à la 75ème minute (défaite, 2-1). Le 27 février 2022, il est titularisé pour la première fois à l'occasion d'un match face à Giresunspor (défaite, 3-1)
Göztepe SK termine la saison à la dix-neuvième place du classement du championnat turc et est relégué en D2 turque. Oussama Tannane n'aura disputé que cinq matchs de championnat.

#### NEC Nimègue (depuis 2022)
Le 21 juin 2022, le NEC Nimègue annonce la signature officielle de Oussama Tannane pour la durée de deux saisons. Le 7 août 2022, il dispute son premier match de championnat de la saison face au FC Twente en étant titularisé (défaite, 0-1).

### Carrière internationale

#### En sélection néerlandaise
Formé aux Pays-Bas, il se fait vite remarquer par les entraîneurs et il est très vite convoqué en sélection néerlandaise U21. Il est titulaire deux fois pour affronter l'équipe de Chypre U21 et la Turquie U21, lors des éliminatoires du championnat d'Europe espoirs 2017. Les matchs se soldent par deux victoires en faveur des Oranges.

#### En sélection marocaine
Alors que le jeune joueur cartonne en club, le sélectionneur marocain Badou Zaki n'hésite pas à convoquer le jeune talent né à Tétouan. Très attendu sous le maillot rouge par les Marocains, le prodige n'a pas fermé les portes au Maroc et souhaiterait même opter pour la sélection marocaine. Quelques jours après, le jeune joueur dit « oui » au Maroc et serait donc prêt à jouer pour les Lions de l'Atlas. Toutefois, à quelques jours des matchs qui opposent le Maroc à la Côte d'Ivoire et la Guinée, Oussama Tannane se blesse en plein match et semble devoir être éloigné des terrains pour plusieurs semaines. Trois jours plus tard, la liste des convoqués de Badou Zaki tombe, et Oussama Tannane n'est pas présent sur cette liste.
Plusieurs mois plus tard, Hervé Renard, nouveau sélectionneur du Maroc, pour sa première liste, n'a pas hésité de convoquer le joueur néerlando-marocain. Le lendemain, Oussama Tannane accepte la convocation en ajoutant : « Je me sens aussi Hollandais que Marocain et j'ai joué ma jeunesse avec les Pays-Bas avec toute ma fierté. Mais à un certain moment, tu te dois de faire un choix sérieux. Mon cœur fait le choix de jouer pour le Maroc. C'est un rêve depuis tout petit, de faire partie du onze de départ marocain. ». Il honore sa première sélection et première victoire (0-1) avec le Maroc au match aller des qualifications à la CAN 2017 le 26 mars 2016 à Praia au Cap-Vert. Il est élu homme du match pour sa première sélection où il a joué jusqu'à la 86e minute pour céder sa place à Nordin Amrabat. 3 jours après, le 29 mars, il honore sa deuxième sélection à Marrakech au match retour de la qualification à la CAN 2017 (victoire, 2-0). Il joue une mi-temps avant de céder sa place, comme au match aller, à Nordin Amrabat et se qualifie en Coupe d'Afrique grâce aux deux victoires consécutives.
En début d'année 2017, juste avant la CAN 2017, on diagnostique au joueur une pubalgie qui écarte Oussama Tannane de la compétition. Il finit par faire son retour en équipe nationale le premier septembre pour un match d'éliminatoires en Coupe du monde en remplaçant son coéquipier Nordin Amrabat à la 74e face au Mali (victoire, 6-0). Le 10 octobre 2017 à l'occasion d'un match de préparation à la Coupe du monde 2018 contre la Corée du Sud, il réussit un doublé marquant ainsi ses deux premiers buts en sélections. Oussama Tannane ne sera finalement pas retenu parmi les 23 internationaux pour prendre part à la Coupe du monde 2018.
Oussama Tannane retourne en sélection du Maroc en octobre 2021 sous le nouveau sélectionneur du Maroc Vahid Halilhodžić à l'occasion d'un match amical contre le Sénégal au Complexe sportif Moulay-Abdallah de Rabat (victoire, 3-1). Régulièrement mis sur le banc lors de la phase qualificative à la CAN 2022, ses concurrents Munir El Haddadi, Hakim Ziyech, Selim Amallah et Aymen Barkok sont priorisés par le sélectionneur bosnien. L'équipe du Maroc termine à la première place de son groupe composée de la Mauritanie, du Burundi et de la République centrafricaine. Oussama Tannane ne disputera aucune minute de jeu.

## Statistiques

### En club
| Saison                | Club                  | Championnat           | Championnat | Championnat | Championnat | Coupe nationale | Coupe nationale | Coupe nationale | Coupe de la Ligue | Coupe de la Ligue | Coupe de la Ligue | Compétition(s) continentale(s) | Compétition(s) continentale(s) | Compétition(s) continentale(s) | Compétition(s) continentale(s) | Maroc | Maroc | Maroc | Total | Total | Total |
| Saison                | Club                  | Division              | M.          | B.          | P.d.        | M.              | B.              | P.d.            | M.                | B.                | P.d.              | Comp.                          | M.                             | B.                             | P.d.                           | M.    | B.    | P.d.  | M.    | B.    | P.d.  |
| 2012-2013             | SC Heerenveen         | Eredivisie            | 8           | 0           | 0           | 1               | 0               | 0               | 1                 | 0                 | 0                 | C3                             | 3                              | 0                              | 0                              | -     | -     | -     | 13    | 0     | 0     |
| Sous-total            | Sous-total            | Sous-total            | 8           | 0           | 0           | 1               | 0               | 0               | 1                 | 0                 | 0                 | -                              | 3                              | 0                              | 0                              | -     | -     | -     | 13    | 0     | 0     |
| 2013-2014             | Heracles Almelo       | Eredivisie            | 22          | 4           | 1           | 1               | 0               | 0               | 0                 | 0                 | 0                 | -                              | -                              | -                              | -                              | -     | -     | -     | 23    | 4     | 1     |
| 2014-2015             | Heracles Almelo       | Eredivisie            | 19          | 5           | 4           | 3               | 5               | 0               | 0                 | 0                 | 0                 | -                              | -                              | -                              | -                              | -     | -     | -     | 22    | 10    | 4     |
| 2015-2016             | Heracles Almelo       | Eredivisie            | 11          | 7           | 3           | 2               | 2               | 0               | 0                 | 0                 | 0                 | -                              | -                              | -                              | -                              | -     | -     | -     | 13    | 9     | 3     |
| Sous-total            | Sous-total            | Sous-total            | 52          | 16          | 8           | 6               | 7               | 0               | 0                 | 0                 | 0                 | -                              | -                              | -                              | -                              | -     | -     | -     | 58    | 23    | 8     |
| 2015-2016             | AS Saint-Etienne      | Ligue 1               | 10          | 2           | 1           | 1               | 0               | 0               | 0                 | 0                 | 0                 | -                              | -                              | -                              | -                              | 2     | 0     | 0     | 13    | 2     | 1     |
| 2016-2017             | AS Saint-Etienne      | Ligue 1               | 17          | 1           | 1           | 1               | 0               | 0               | 0                 | 0                 | 0                 | -                              | -                              | -                              | -                              | 4     | 0     | 0     | 22    | 1     | 1     |
| 2017-2018             | AS Saint-Etienne      | Ligue 1               | 3           | 0           | 1           | 0               | 0               | 0               | 0                 | 0                 | 0                 | -                              | -                              | -                              | -                              | -     | -     | -     | 3     | 0     | 1     |
| Sous-total            | Sous-total            | Sous-total            | 30          | 3           | 3           | 2               | 0               | 0               | -                 | -                 | -                 | -                              | -                              | -                              | -                              | 6     | 0     | 0     | 38    | 3     | 3     |
| 2017-2018             | UD Las Palmas         | LaLiga                | 10          | 0           | 1           | 1               | 0               | 0               | 0                 | 0                 | 0                 | -                              | -                              | -                              | -                              | 3     | 2     | -     | 14    | 2     | 1     |
| Sous-total            | Sous-total            | Sous-total            | 10          | 0           | 1           | 1               | 0               | 0               | -                 | -                 | -                 | -                              | -                              | -                              | -                              | 3     | 2     | 0     | 14    | 2     | 1     |
| 2018-2019             | FC Utrecht            | Eredivisie            | 15          | 1           | 3           | 2               | 0               | 0               | 0                 | 0                 | 0                 | -                              | -                              | -                              | -                              | -     | -     | -     | 17    | 1     | 3     |
| Sous-total            | Sous-total            | Sous-total            | 15          | 1           | 3           | 2               | 0               | 0               | -                 | -                 | -                 | -                              | -                              | -                              | -                              | -     | -     | -     | 17    | 1     | 3     |
| 2019-2020             | Vitesse Arnhem        | Eredivisie            | 17          | 5           | 4           | 3               | 1               | 0               | 0                 | 0                 | 0                 | -                              | -                              | -                              | -                              | -     | -     | -     | 20    | 6     | 4     |
| 2020-2021             | Vitesse Arnhem        | Eredivisie            | 8           | 3           | 4           | -               | -               | -               | 0                 | 0                 | 0                 | -                              | -                              | -                              | -                              | -     | -     | -     | 8     | 3     | 4     |
| Sous-total            | Sous-total            | Sous-total            | 25          | 8           | 8           | 3               | 1               | 0               | 0                 | 0                 | 0                 | -                              | -                              | -                              | -                              | -     | -     | -     | 28    | 9     | 8     |
| Total sur la carrière | Total sur la carrière | Total sur la carrière | 140         | 28          | 23          | 15              | 8               | 0               | 1                 | 0                 | 0                 | -                              | 3                              | 0                              | 0                              | 9     | 2     | 0     | 168   | 38    | 23    |

### En sélection
Le tableau suivant liste les rencontres de l'équipe du Maroc dans lesquelles Oussama Tannane a été sélectionné depuis le 26 mars 2016 jusqu'à présent.

## Palmarès

### En club
Vitesse Arnhem
- Coupe des Pays-Bas :
  - Finaliste : 2021

### Titres individuels
- 2021 : Meilleur joueur de Gueldre de l'année[38]
- 2021 : Membre d'équipe-type de l'Eredivisie